# 君は僕だ
『君は僕だ』（きみはぼくだ）は、日本の女性アイドル・前田敦子の楽曲。楽曲は秋元康により作詞、you-meにより作曲されている。2012年6月20日に前田の2作目のシングルとしてキングレコードから発売された。

## 背景とリリース
楽曲のシングルCDは「Act 1」「Act 2」「Act 3」の3種と劇場盤の計4種類がリリースされた。劇場盤は販路限定盤で、サイト「キャラアニ.com」を通して販売された。Act 1、2、3にはそれぞれ収録内容の異なるDVDが付属している。CDの収録曲およびジャケットは4種類それぞれで異なっている。特典として、Act 1、2、3それぞれの初回製造分には発売記念スペシャルライブの応募抽選券が封入されている。劇場盤にはこのライブを収録したオリジナルジャケット・レーベル仕様のDVDまたは劇場盤オリジナルクレジット入り前田敦子撮り下ろし生写真（全20種のうちランダムで1種）のいずれかが封入されている（DVDは4種類あり、抽選でそれぞれ7,500枚ずつ、計30,000枚に封入される）。
キャッチコピーは「そばにいるだけで、わかる。」。
楽曲のミュージック・ビデオは映画監督の犬童一心が監督を務めている。脚本は小鶴。前田は漫才師の卵・鍋子を演じる。また、ビデオには駿河太郎、内海桂子らが出演している。また、前田がAKB48メンバーとして最後に参加した楽曲「真夏のSounds good !」のミュージック・ビデオの監督を担当した樋口真嗣や特撮監督の神谷誠が特別ゲストとして出演しているほか、吉本総合芸能学院 (NSC) 所属の若手芸人も多数出演している。ロケ地はあらかわ遊園などが使用されている。
楽曲は映画『LOVE まさお君が行く!』主題歌に起用された。
シングル全種類共通のカップリング曲「右肩」は、日本テレビ系テレビドラマ『私立バカレア高校』および『劇場版 私立バカレア高校』主題歌。

## イベント
発売記念として、前作で行われていた「ミニライブ&握手会」に替わり本格的なソロライブが、2012年9月15日に東京、22日に神戸にて、それぞれ昼の部・夜の部の計4部で行われた。観覧はAct.1-Act.3の各初回生産盤に付属の応募券での抽選による招待制。各ライブを収録した4種類のDVDが劇場盤購入者を対象に抽選でそれぞれプレゼントされた。

## チャート成績
発売前日（集計初日）の2012年6月19日付オリコンデイリーシングルチャートで推定売上枚数約6.6万枚を記録し、初登場で1位にランクインした。同時に、2012年に発売された女性ソロアーティストのシングルにおける初日売上枚数の最高記録を更新した（それまでの最高は指原莉乃『それでも好きだよ』の約5.7万枚）。2012年7月2日付オリコン週間シングルチャートで初動約13.6万枚を記録し、EXILE『ALL NIGHT LONG』に次ぎ初登場2位にランクインした。

## シングル収録トラック

### Act 1
| #  | タイトル                      | 作詞   | 作曲     | 編曲             | 時間 |
| -- | ----------------------------- | ------ | -------- | ---------------- | ---- |
| 1. | 「君は僕だ」                  | 秋元康 | you-me   | 佐々木裕         | 3:44 |
| 2. | 「右肩」                      | 秋元康 | 杉山勝彦 | 杉山勝彦、森祐太 | 5:04 |
| 3. | 「遠回り」                    | 秋元康 | you-me   | 清水哲平         | 4:35 |
| 4. | 「君は僕だ (off vocal ver.)」 |        |          |                  |      |
| 5. | 「右肩 (off vocal ver.)」     |        |          |                  |      |
| 6. | 「遠回り (off vocal ver.)」   |        |          |                  |      |

| #  | タイトル                                     | 作詞 | 作曲・編曲 |
| -- | -------------------------------------------- | ---- | ---------- |
| 1. | 「君は僕だ Music Video」                     |      |            |
| 2. | 「君は僕だ Music Video（ドラマバージョン）」 |      |            |
| 3. | 「Making the music video「君は僕だ」」       |      |            |

### Act 2
| #  | タイトル                           | 作詞   | 作曲     | 編曲             | 時間 |
| -- | ---------------------------------- | ------ | -------- | ---------------- | ---- |
| 1. | 「君は僕だ」                       | 秋元康 | you-me   | 佐々木裕         |      |
| 2. | 「右肩」                           | 秋元康 | 杉山勝彦 | 杉山勝彦、森祐太 |      |
| 3. | 「愛しすぎると…」                  | 秋元康 | 若田部誠 | 若田部誠         | 4:07 |
| 4. | 「君は僕だ (off vocal ver.)」      |        |          |                  |      |
| 5. | 「右肩 (off vocal ver.)」          |        |          |                  |      |
| 6. | 「愛しすぎると… (off vocal ver.)」 |        |          |                  |      |

| #  | タイトル                                                      | 作詞 | 作曲・編曲 |
| -- | ------------------------------------------------------------- | ---- | ---------- |
| 1. | 「君は僕だ Music Video」                                      |      |            |
| 2. | 「君は僕だ Music Video（ドラマバージョン）」                  |      |            |
| 3. | 「前田敦子 卒業ドキュメント・インタビュー「これからの、私」」 |      |            |

### Act 3
| #  | タイトル                          | 作詞   | 作曲         | 編曲             | 時間 |
| -- | --------------------------------- | ------ | ------------ | ---------------- | ---- |
| 1. | 「君は僕だ」                      | 秋元康 | you-me       | 佐々木裕         |      |
| 2. | 「右肩」                          | 秋元康 | 杉山勝彦     | 杉山勝彦、森祐太 |      |
| 3. | 「Sunday drive」                  | 秋元康 | カワノミチオ | カワノミチオ     | 4:41 |
| 4. | 「君は僕だ (off vocal ver.)」     |        |              |                  |      |
| 5. | 「右肩 (off vocal ver.)」         |        |              |                  |      |
| 6. | 「Sunday drive (off vocal ver.)」 |        |              |                  |      |

| #  | タイトル                                           | 作詞 | 作曲・編曲 |
| -- | -------------------------------------------------- | ---- | ---------- |
| 1. | 「君は僕だ Music Video」                           |      |            |
| 2. | 「君は僕だ Music Video（ドラマバージョン）」       |      |            |
| 3. | 「僕たちのご主人さま〜愛犬たちと前田敦子の日常〜」 |      |            |

### 劇場盤
| #  | タイトル                      | 作詞   | 作曲       | 編曲             | 時間 |
| -- | ----------------------------- | ------ | ---------- | ---------------- | ---- |
| 1. | 「君は僕だ」                  | 秋元康 | you-me     | 佐々木裕         |      |
| 2. | 「右肩」                      | 秋元康 | 杉山勝彦   | 杉山勝彦、森祐太 |      |
| 3. | 「畳」                        | 秋元康 | 服部真紀子 | 野中“まさ”雄一   | 4:29 |
| 4. | 「君は僕だ (off vocal ver.)」 |        |            |                  |      |
| 5. | 「右肩 (off vocal ver.)」     |        |            |                  |      |
| 6. | 「畳 (off vocal ver.)」       |        |            |                  |      |